# Frankie Lymon
Frankie Lymon (ur. 30 września 1942, zm. 27 lutego 1968) – amerykański piosenkarz, przedstawiciel gatunków rhythm and blues i doo wop. Frankie nagrał swój pierwszy przebój – „Why Do Fools Fall in Love”, z akompaniującą grupą Frankie Lymon & The Teenagers, gdy miał trzynaście lat. Był pierwszą nastoletnią czarną gwiazdą muzyki pop i jednym z pierwszych tego typu artystów w ogóle. Lymon charakteryzował się mocnym i barwnym głosem oraz dojrzałością artystyczną daleko wyprzedzającą jego wiek. Mimo że kariera Lymona trwała paręnaście lat, wywarł on wielki wpływ na muzykę swojego gatunku, otwierając drogę dla kariery takim piosenkarzom jak Stevie Wonder czy Michael Jackson. Grupa, w której ten ostatni debiutował – The Jackson 5 była wierną kopią „nastolatków Lymona”. Należał do grupy artystów, która „wyeksportowała” rock and roll do Europy.
Zmarł z powodu przedawkowania heroiny w wieku 25 lat.
W 1993 roku Frankie Lymon & The Teenagers zostali wprowadzeni do Rock and Roll Hall of Fame.
W grupie Frankie Lymona występowali:
- Frankie Lymon – śpiew
- Sherman Garnes – śpiew (bas)
- Jimmy Merchant – śpiew (tenor)
- Joe Negroni – śpiew (baryton)
- Herman Santiago – śpiew (tenor)

Dyskografia Frankie Lymona:
- 1956: Why Do Fools Fall in Love?
- 1956: The Teenagers Featuring Frankie Lymon
- 1957: At the London Palladium
- 1958: Rock & Roll

## Wyróżnienia
Posiada gwiazdę na Hollywoodzkiej Alei Gwiazd.